# NGC 2608
NGC 2608 (również PGC 24111, UGC 4484 lub Arp 12) – galaktyka spiralna z poprzeczką (SBb), znajdująca się w gwiazdozbiorze Raka. Odkrył ją William Herschel 12 marca 1785 roku.
W galaktyce zaobserwowano supernowe SN 1920A i SN 2001bg.